# Neburon
Neburon ist ein Pflanzenschutzwirkstoff aus der Gruppe der Herbizide, der zur Unkrautbekämpfung eingesetzt wird.

## Eigenschaften
Neburon wird zur Unkrautbekämpfung hauptsächlich in Leguminosen, Getreide, Knoblauch, Birnen, Bohnen und Zierpflanzen eingesetzt.

## Synthese
Die Synthese von Neburon ist in der folgenden Reaktionssequenz beschrieben:

## Handelsname
Ein Pflanzenschutzmittel mit dem Wirkstoff Neburon wird unter dem Handelsnamen Kloben vermarktet.

## Zulassung
In den Staaten der EU und in der Schweiz sind Pflanzenschutzmittel mit dem Wirkstoff Neburon nicht mehr zugelassen.